# Larangan Lor
Larangan Lor is een bestuurslaag in het regentschap Wonosobo van de provincie Midden-Java, Indonesië. Larangan Lor telt 1380 inwoners (volkstelling 2010).